# Харловська сільська рада
Ха́рловська сільська рада (рос. Харловский сельский совет) — сільське поселення у складі Краснощоковського району Алтайського краю Росії.
Адміністративний центр та єдиний населений пункт — село Харлово.

## Населення
Населення — 1195 осіб (2019; 1457 в 2010, 1576 у 2002).